# Armenia la Jocurile Olimpice de vară din 2016
Armenia a participat la Jocurile Olimpice de vară din 2016 de la Rio de Janeiro în perioada 5 – 21 august 2016, cu o delegație de 32 de sportivi, care a concurat în opt sporturi. Cu un total de patru medalii, inclusiv una de aur, Armenia s-a aflat pe locul 42 în clasamentul final.

## Participanți
Delegația turcă a cuprins 32 de sportivi: 24 de bărbați și opt femei. Cel mai tânăr atlet din delegația a fost alergatoarea Gayane Chiloyan (16 ani), cel mai vechi a fost judocanul Hovhannes Davtyan (32 de ani).
| Sport      | Masculin | Feminin | Total |
| ---------- | -------- | ------- | ----- |
| Atletism   | 1        | 4       | 5     |
| Box        | 5        | 0       | 5     |
| Gimnastică | 2        | 1       | 3     |
| Haltere    | 5        | 2       | 7     |
| Judo       | 1        | 0       | 1     |
| Natație    | 1        | 1       | 2     |
| Lupte      | 8        | 0       | 8     |
| Tir        | 1        | 0       | 1     |
| Total      | 24       | 8       | 32    |

## Medalii

### Medaliați
| Medalie | Nume              | Sport   | Probă                       | Dată      |
| ------- | ----------------- | ------- | --------------------------- | --------- |
| Aur     | Artur Aleksanyan  | Lupte   | 98 kg greco-romane masculin | 16 august |
| Argint  | Simon Martirosyan | Haltere | 105 kg masculin             | 15 august |
| Argint  | Migran Arutyunyan | Lupte   | 66 kg greco-romane masculin | 16 august |
| Argint  | Gor Minasyan      | Haltere | +105 kg masculin            | 16 august |

### Medalii după sport
| Sport   | Aur | Argint | Bronz | Total |
| Lupte   | 1   | 1      | 0     | 2     |
| Haltere | 0   | 2      | 0     | 2     |
| Total   | 1   | 3      | 0     | 4     |